# Jarl Ricardo Babot
Jarl Ricardo Babot (Ciudad de Panamá, 1945 - 2025) es un dramaturgo, poeta y catedrático panameño.

## Biografía
Se graduó de la Universidad de Panamá y posteriormente se mudó a Moscú en 1967, donde estudió literatura en la Universidad Estatal de Moscú durante el período 1967-68. En 1968 ingresó al Instituto Anatoli Lunacharosky (hoy Instituto Ruso de Arte Teatral) y obtuvo una maestría en artes en 1973.
Fungió como director de la Escuela Nacional de Teatro de Panamá, director del Teatro Universitario (Universidad de Panamá), profesor de historia del teatro en la Universidad de Panamá y director del Departamento de Expresiones Artísticas de la Universidad de Panamá. Ha sido director de la sección cultural del diario Crítica y columnista en el mismo diario. Ha realizado estancias culturales y teatrales en Dinamarca, Finlandia y Suecia. Adicionalmente fue actor y director teatral.
Ganó el Premio Ricardo Miró en tres ocasiones con las siguientes obras: Un sonido de hojalata (tercer premio en poesía, 1966), Canción de las tuercas (segundo lugar en poesía, 1968) y Las aves (primer lugar en teatro, 1979).
Falleció en la Ciudad de Panamá el 30 de enero de 2025.

## Obras publicadas

### Poesía
- Un sonido de hojalata (1967)
- Aquí vivirás (1979)
- Rompeolas (1982)
- Resplandores (1986)
- Poemas de la calle Gorki (1990)
- Danza del caníbal (1991)
- La pequeña orquesta (antología personal, 1993)
- Días como el mar (antología personal, 2000)

### Dramaturgia
- El interior del pacífico reloj (1974)
- El viejo león (1978)
- Las aves (1980)
- La fiera en el jardín (1984)
- Imitación (1985)
- Preguntas en la oscuridad (1985)
- Aspinwall (1993)